# انتوني يونج
انتوني يونج (3 نوفمبر 1991 بفايلاجويوسا/لا فايلا جوايوسا في إسبانيا - ) هو لاعب كرة قدم ألماني وإسباني في مركز الدفاع. شارك مع منتخب ألمانيا تحت 20 سنة لكرة القدم. أما مع النوادي، فقد لعب مع آر بي لايبزيغ وآينتراخت فرانكفورت وإف إس في فرانكفورت وEintracht Frankfurt II ‏.

## روابط خارجية
- انتوني يونج على موقع قاعدة بيانات كرة القدم.إي يو (الإنجليزية)
- انتوني يونج على موقع بيانات كرة القدم. دي إي (الألمانية)
- انتوني يونج على موقع Soccerway.com (الإنجليزية)
- انتوني يونج على موقع عالم كرة القدم.نت (الإنجليزية)
- انتوني يونج على موقع AS.com (الإسبانية)